# Brodeur Peninsula
Brodeur Peninsula ist eine 28.000 km² große, unbewohnte Halbinsel im Nordwesten der Baffininsel im Kanadisch-arktischen Archipel. Politisch gehört sie zur Region Qikiqtaaluk des kanadischen Territoriums Nunavut. Sie ist benannt nach dem kanadischen Politiker Louis-Philippe Brodeur. Die nächstgelegene Siedlung ist Arctic Bay am gegenüberliegenden, östlichen Ufer der Admiralty Bay.

## Geographie
Die Halbinsel bildet den äußersten Nordwesten der Baffininsel, mit der sie im Süden durch einen nur 5 km breiten Isthmus verbunden ist. Brodeur Peninsula ist etwa 310 km lang, bis zu 170 km breit und weist eine Fläche von rund 28.000 km² auf. Sie trennt den Admiralty Inlet im Osten vom Prince Regent Inlet im Westen, der Baffin Island von Somerset Island trennt. Im Norden stößt die Halbinsel an den Lancastersund, einem Teil der Nordwestpassage. Die Landschaft ist geprägt von weitgehend flacher Tundra; das Klima ist polar.

## Tierwelt (Fauna)
Im Nordwesten der Halbinsel befindet sich eine 475 km² große Important Bird Area (#NU065), in der unter anderen auch die in Kanada gefährdete Elfenbeinmöwe (Pagophila eburnea) vorkommt. Der Westen der Halbinsel ist bekannt als Paarungsgebiet für Eisbären (Ursus maritimus).